# Santé des immigrés en France

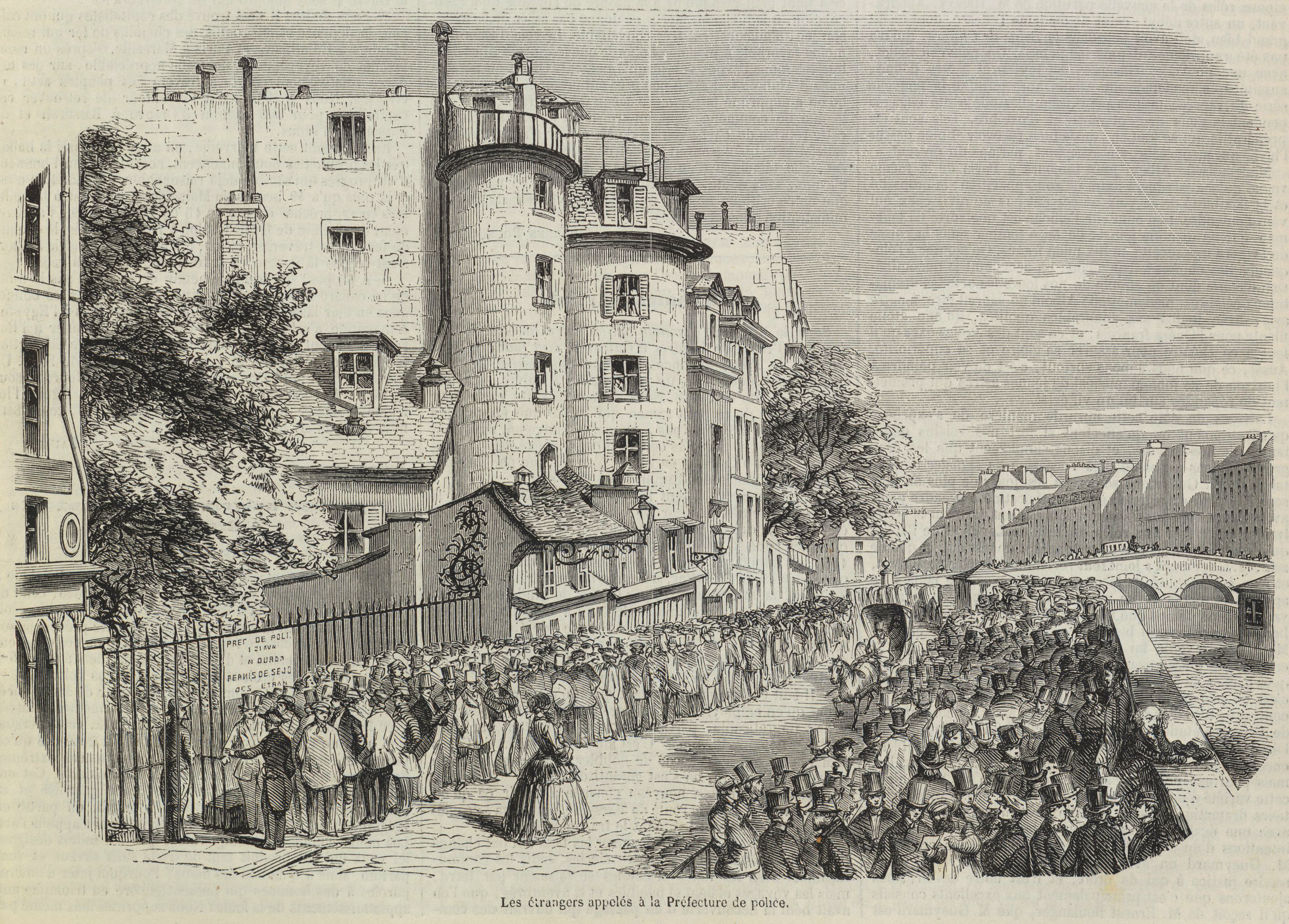
Les étrangers appelés à la préfecture de Police de Paris en 1851, pour l'obtention d'un permis de résidence.

En 2015, la France se classe au septième rang mondial pour le nombre d'immigrés sur son sol. Ces personnes, née étrangères à l'étranger et résidentes en France, ont des caractéristiques d'état de santé, d'accès aux soins et de prise en charge médicale différentes du reste de la population française.
L'état de santé des immigrés a évolué au cours du temps en France avec les différentes périodes migratoires, leur composante ou leur cause. Cet état de santé diffère en fonction des zones géographiques d'origine de ces populations ce qui conditionne des soins et actes de prévention différents. 
L'accès au soins change avec l'évolution des droits des immigrés, mais aussi l'aide d'associations comme la Comede ou médecins du Monde.
Dans cet article, le terme immigré est employé le plus souvent au sens de migrant (personne de migration récente ou en cours).

## État de santé des immigrés
Les données sur la santé des immigrés sont rares en France, du fait que les critères ethniques et religieux ne sont pas mentionnées par le modèle français d'intégration républicaine. La pertinence de ce système est en discussion depuis les années 2000. Cependant, selon les études disponibles, la santé des immigrés est dite à la fois, de façon paradoxale, « robuste » et « vulnérable ».

Réfugiés espagnols en région parisienne, 1936.

La robustesse, en particulier chez les hommes primo-arrivants, s'explique le plus souvent par un biais de sélection : les candidats à l'immigration sont ceux qui ont les moyens et la santé pour partir. Les indicateurs de mortalité sont plus bas chez les immigrés que chez ceux nés en France, après ajustement sur l'âge. De plus, il peut exister un autre biais, à savoir la tendance parfois à retourner au pays d'origine pour finir sa vie,.
Cette robustesse initiale se double d'une vulnérabilité consécutive à leurs conditions de vie en France : difficultés de logement, métiers usants physiquement, comportements à risques (alcool, tabac...), changements alimentaires, isolement social et précarité administrative, manque d'accès aux soins.
Cette vulnérabilité touche surtout les enfants qui migrent avec leurs parents (pas ou peu de biais de sélection de départ pour l'enfant). Les taux de mortalité de l'enfant migrant est plus élevé que celui de l'enfant natif. Il en est de même pour les femmes venues en France dans le cadre d'un regroupement familial qui peuvent rester à l'écart du système de santé.
Selon Marc Gentilini, les migrants ne constituent pas une population homogène, leur état de santé est lié à l'accès aux soins, à la prévention et à l'information sur leurs droits : « les pathologies majeures sont liées actuellement plus à l'exclusion qu'à la migration elle-même ».

## Éléments d'influence et évolution de l'état de santé
Le niveau de développement des pays d'origine est l'un des premiers facteurs. Les immigrés venant de pays à ressources limitées meurent plus souvent de maladies infectieuses et moins par cancer que les natifs. Ces immigrés paraissent plus exposés à des cancers liés à des infections dans l'enfance (cancer du foie, de l'estomac...) que des cancers liés au mode de vie occidental (cancer du sein, de la prostate, du colon...).

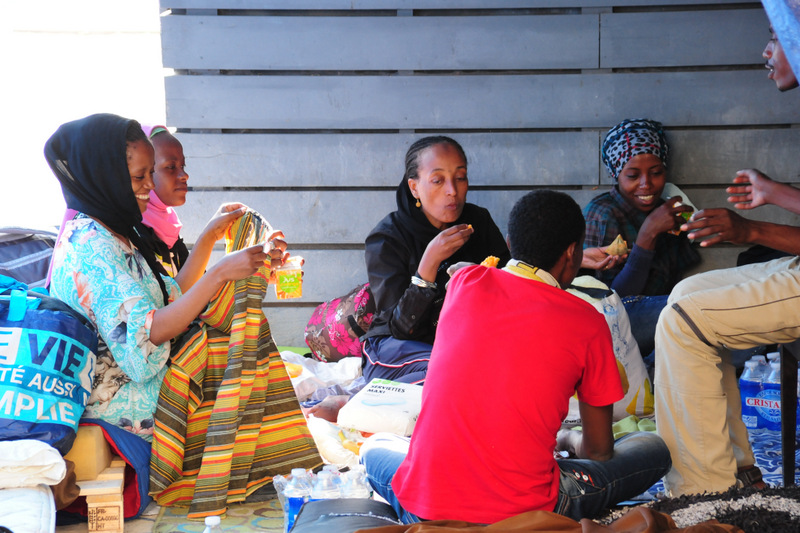
Campement de réfugiés aux Jardins d'Éole, Paris 2015.

Au niveau individuel, ces immigrés connaissent, à partir de leur arrivée en France (ou tout autre pays développé) une transition épidémiologique (en)  accélérée (changement de situation sanitaire, géographique ou historique). Le risque infectieux diminue fortement (environnement et système de santé) mais celui des maladies chroniques augmente, notamment diabète, maladies cardiovasculaires, maladies respiratoires.
Cette évolution est la conséquence possible d'un changement brutal de mode de vie : sédentarité, régime alimentaire, tabac, alcool... Ce phénomène fait partie d'une évolution plus générale qui se retrouve partout dans le monde, y compris dans les pays pauvres, du fait de l'urbanisation croissante, du vieillissement de la population et des modifications environnementales.

## Pathologies spécifiques des immigrés
Dans la deuxième moitié du XXe siècle, il était classique de distinguer une pathologie spécifique d'importation (maladies acquises dans le pays d'origine), une pathologie d'acquisition (maladies contractées dans le pays d'accueil), et une pathologie d'adaptation (comportements pathogènes, troubles mentaux...) liée aux difficultés d'intégration (changements socioculturels, marginalisation sociale...),.
Cette classification est en grande partie dépassée au début du XXIe siècle, car ces catégories se recoupent et peuvent se retrouver chez un même patient. Elle tend à être remplacée par le concept de « situations de vulnérabilité », par rapport à la population générale. C'est cette situation de vulnérabilité, plus que l'état pathologique en lui-même, qui est spécifique aux migrants, et qui est, ou devrait, être mieux pris en compte par les soignants,,.
Cependant, la classification classique reste la plus commode à présenter.

### Maladies d'importation
Il s'agit d'infections contractées le plus souvent en zone tropicale : parasitoses et mycoses, infections virales et moins souvent bactériennes.  
Contrairement à des idées reçues, la plupart des maladies tropicales ne sont pas contagieuses, car les conditions climatiques, vectorielles et hygiéniques nécessaires à leur transmission n'existent pas en France métropolitaine. Selon Olivier Bouchaud, « L'importation par les migrants de maladies infectieuses, notamment émergentes, entraînant une menace de santé publique pour la population générale est un mythe », et pour Marc Gentilini, « Les "campements de migrants" ne peuvent être considérés comme des foyers d'épidémie susceptibles de s'étendre à la population environnante ».
Trois infections prédominent : tuberculose, VIH, hépatites virales.
L'incidence de la tuberculose chez les migrants récemment arrivés est directement liée à son incidence dans le pays de provenance, mais aussi de nouvelles contaminations dans les foyers de travailleurs migrants. Les migrants présentant une tuberculose sont originaires d'Afrique subsaharienne pour 36 % d'entre eux, du Maghreb (29 %), d'Europe de l'Est (15 %), d'Asie (14 %), d'Amérique latine (6 %).
Par rapport à la population générale, la tuberculose est jusqu'à 8 fois plus fréquente chez les migrants arrivés depuis moins de 2 ans, c'est particulièrement le cas en Guyane, Île-de-France et Provence-Alpes-Côte d'Azur.
Pour l'infection par le VIH, en 2015, sur les 6500 nouveaux cas estimés en population générale, 38 % sont des personnes nées à l'étranger, et jusqu'à 60 % en Île-de-France. Les personnes concernées sont en majorité des femmes d'Afrique subsaharienne : dans près de la moitié des cas, la contamination a eu lieu en France, peu de temps après l'arrivée, puis viennent les personnes en provenance des Caraïbes, d'Afrique du nord, d'Europe de l'Est, du Portugal et d'Asie,.
La contamination est le plus souvent hétérosexuelle. Le taux de découverte de nouveaux cas de VIH parmi les migrants est de l'ordre de 53 pour 100 000 (291 si origine subsaharienne) contre 5,4 pour les personnes nées en France.
L'hépatite B est très fréquente chez les migrants, notamment d'Afrique subsaharienne et d'Asie, sa prévalence est estimée de 1,5 à 5 %, seuls 41 % des personnes interrogées ont été vaccinées contre l'hépatite B.
Les maladies parasitaires les plus fréquentes sont recherchées en fonction de l'origine géographique. Il s'agit principalement de la bilharziose, du paludisme, et de l'amibiase. Chez les personnes provenant d'Amérique latine, on recherche plus particulièrement la maladie de Chagas,.

### Maladies acquises
Les migrants ne constituent pas une population homogène, leur état de santé peut varier selon l'intégration ou l'exclusion, la prévention et l'information (accès et droits aux soins),. Si les premières années sont très dures, « un nombre non négligeable de migrants d'immigrants réussissent et arrivent à s'intégrer dans leur nouvel environnement » ». 
Les migrants récents peuvent développer des troubles directement liés à leur expérience migratoire, aux conditions d'accueil (isolement, précarité), et les plus anciens présenter des maladies chroniques par changement de mode de vie.
En France, les centres de soins associatifs dédiés aux immigrés les plus précaires et les plus vulnérables notent une santé dégradée  comme des troubles psychiques graves (stress post-traumatique à la suite de violences dans le pays d'origine, ou lors d'un voyage migratoire à haut risque). Les études françaises montrent plus particulièrement un lien entre état de santé et conditions de logement. La précarité administrative et du logement favorisent la transmission de maladies infectieuses (infections sexuellement transmissibles, tuberculose...) acquises en France et pas seulement contractée dans le pays d'origine,. 
La vie dans la rue ou en campement urbain favorise les maladies de la précarité : gale, dermatoses diverses, maladies virales respiratoires (grippe), varicelle ou rougeole chez les non-vaccinés, insécurité alimentaire et carences nutritionnelles. Un phénomène nouveau, apparu dans les années 2010, est l'augmentation de l'arrivée de mineurs isolés non accompagnés.
Chez les migrants plus anciens, mais toujours en situation de précarité, on note une mauvaise santé liée aux conditions de travail physiquement éprouvant (troubles musculosquelettiques, accidents du travail plus fréquents), et des maladies chroniques (diabète, hypertension artérielle, maladies cardiovasculaires, insuffisance rénale, obésité...), troubles du comportement (tabac, alcool, drogue...),. 

### Santé maternelle et infantile
Des maladies génétiques sont particulières à des populations migrantes, dont la plus fréquente est la drépanocytose chez les sujets originaires d'Afrique, des Antilles ou du sous-continent indien.
Les femmes immigrées (notamment celles nées en Afrique subsaharienne) ont un suivi médical insuffisant, avec un risque accru de mortalité maternelle (12,5 décès pour 100 000 femmes autour de l'accouchement, contre 7,9 pour celles nées en France) et de morbidité maternelle (fausse couche, naissance prématurée, petit poids de naissance).
Ces femmes sont exposées à la violence de leur pays d'origine, ce qui peut être un motif d'exil : mutilations génitales féminines, mariage forcé, viol de guerre, violence conjugale... Les violences sexuelles ne cessent pas après leur arrivée en France : un logement précaire expose à plus de risques d'exploitation sexuelle, au trafic d'êtres humains et aux travaux domestiques forcés. Cette situation multiplie par quatre le risque d'infection par VIH ; 24% des femmes infectées après leur arrivée en France ont été victimes de rapports forcés.

### Santé mentale
Une personne primo-arrivante sur cinq, en situation de migration contrainte, souffre d'un trouble psychique.
Il n'existe pas de troubles psychiatriques spécifiques à la migration, mais le trouble de stress post-traumatique et la dépression sont plus fréquents. Ils sont rapportés à un vécu prémigratoire (persécution, guerre, catastrophe...), aux risques et dangers des routes migratoires, et au vécu post-migratoire (déni du vécu par le pays d'accueil, démarches administratives, pression psychologique et anxiogène de la procédure d'asile...).
Ces troubles sont plus fréquents chez les mineurs migrants non accompagnés, par rapport à ceux qui le sont par au moins un parent ; ils s'aggravent lorsque la minorité ou le statut de réfugié ne sont pas reconnus.  Selon une étude réalisée par la PASS de l'Hôtel-Dieu de Paris portant sur 301 patients déclarés MNA non reconnus mineurs, un jeune sur trois souffre de psychotraumatisme.

## Accès et maintien aux soins

### Procédures
En France, la nature et la durée de la protection maladie des étrangers dépend de la validité du titre de séjour de la personne. La caisse de Sécurité sociale contrôle la validité de ce titre qui ouvre droit à l'assurance maladie, à la complémentaire, et à la couverture maladie universelle (CMU). Depuis la réforme Protection maladie universelle (PUMA) de 2015-2017, ces protections sont maintenues dans les douze mois suivant la fin de la validité du titre de séjour, en attente d'un renouvellement.
Les étrangers en situation irrégulière ont droit à une aide médicale d'État, sous conditions de résidence stable et de ressources plafonnées, renouvelable chaque année,,.
En ce qui concerne le droit au séjour pour raison médicale, il dépend entre autres de certificats et rapports médicaux, sur avis d'un collège de médecins de l'Office français de l'immigration et de l'intégration (OFII) qui doivent se baser, selon la loi, sur le risque « d'exceptionnelle gravité » et sur le risque de « non-bénéfice effectif d'un traitement approprié dans le pays d'origine » (incapacité du pays à prendre en charge le patient),. 
Depuis janvier 2017, ce dispositif est sous tutelle du ministère de l'Intérieur, et non plus sous celle du ministère de la Santé, avec pour conséquences un durcissement des pratiques, une forte diminution de la protection et un allongement de la procédure. 

### Données
Un étranger est toute personne ne détenant pas la nationalité française (catégorie juridique). Un immigré est toute personne résidant en France, née étrangère à l'étranger (catégorie statistique sans valeur juridique). Un immigré devenu français reste dans la catégorie immigrée (définie par le pays de naissance et non la nationalité). 
Le terme de migrant est généralement employé pour désigner les personnes de migrations récentes ou en cours, mais sans définition claire ou limite précise.
En 2014, la France compte 4,2 millions d'étrangers, soit 6,4 % de sa population, et 6 millions d'immigrés (9,1% de la population, dont une partie est de nationalité française). Près de la moitié des immigrés sont des femmes. Plus d'un tiers vient des pays d'Europe, 44 % d'Afrique (trois quarts Afrique du nord), environ 14 % d'Asie et 6 % d'Amérique et d'Océanie.
En 2015, au plus fort de la  crise des migrants, 61 100 personnes ont demandé l'asile en France (1% des immigrés vivant en France). Par estimations indirectes (notamment à partir des données de l'aide médicale d'État), les démographes évaluent le nombre des étrangers en situation illégale à environ 10 % des étrangers, soit 400 000 personnes en France.
Les migrations pour raisons de santé représentent moins de 3 % des motifs. En 2017, l'OFFI a reçu 44 000 demandes (initiales ou de renouvellement) de titres de séjour pour raison de santé, près de la moitié  a obtenu un avis favorable.

### Pratiques
Contrairement à l'idée répandue d'une « exploitation du système de santé français » par les migrants, ces populations hétérogènes ont de grandes difficultés d'accès aux soins. La littérature universitaire montre que ces obstacles sont d'ordres administratifs, logistiques et psychologiques. L'état de santé des personnes malades non insérées se dégrade, avec des retards de diagnostics (infection par VIH, insuffisance rénale, cancers...),.
Ces difficultés sont liées à la barrière linguistique, à la précarité juridique et sociale. En droit, toute personne démunie et vivant en France a droit à une protection maladie, mais en pratique des personnes avec droits ouvrables restent sans droits, faute de justificatifs règlementaires et de pièces à produire.
Les hôpitaux publics ont à faire face, de plus en plus souvent, à des personnes ayant impérativement besoin de soins, mais « en attente de droits ». Les décisions d'hospitalisation sont ainsi soumises, non plus à des critères médicaux, mais des critères officieux administratifs et financiers, voire à des pratiques illégales de refus de soin ou d'accès aux droits prévus par la loi.
Face à ces difficultés, la santé des migrants est défendue par des associations telles que le Comede (Comité pour la santé des exilés) ou Médecins du monde. Elle fait aussi l'objet d'organismes de recherche comme l'Institut des migrations du Collège de France, institut dirigé par François Héran depuis 2017. Cet institut se compose de cinq départements, dont un consacré à la santé des migrants.